# Monoposthia arctica
Monoposthia arctica är en rundmaskart som beskrevs av Allgen 1954. Monoposthia arctica ingår i släktet Monoposthia och familjen Monoposthiidae. Inga underarter finns listade i Catalogue of Life.